# Дин Гуаньпэн

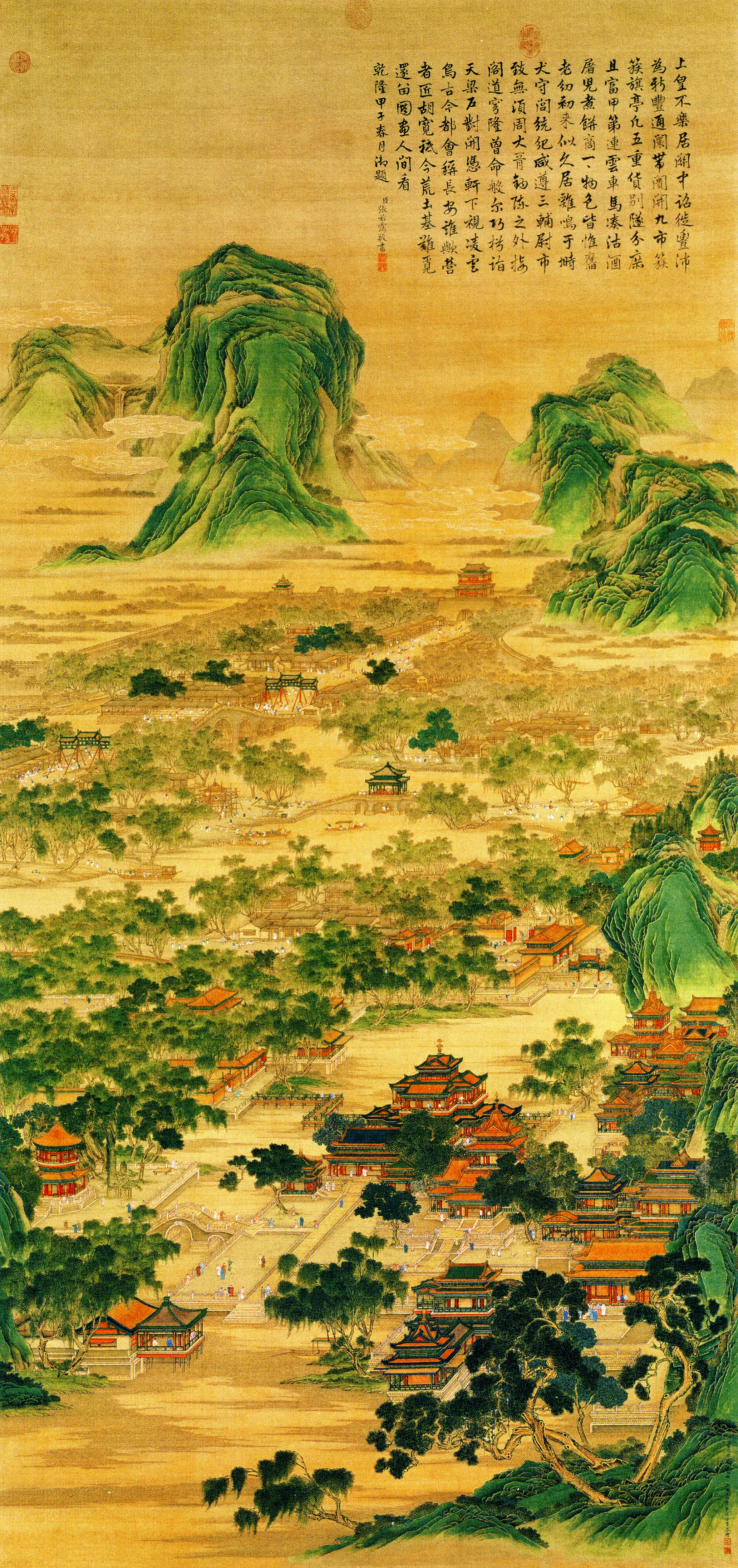
Дин Гуанпэн, город Фэнсянь часть Чанъань во времена Лю Бана в начале династии Хань

Дин Гуанпэн (кит. упр.丁观鹏, трад.丁觀鵬, пиньинь Dīng Guānpéng, Уэйд Дин Гуань-пэн) (активный 1708—1771) — китайский художник, живший во времена династии Цин.

## Биография
Уроженец Пекина, был активен со второй половины эпохи Канси (1661—1722) и до середины эпохи Цяньлун (1735—96). В одно время он изучал живопись под руководством Джузеппе Кастильоне. Его картины содержат главным образом изображения людей и пейзажи.
Работал придворным живописцем около 50 лет; создал около 200 полотен.

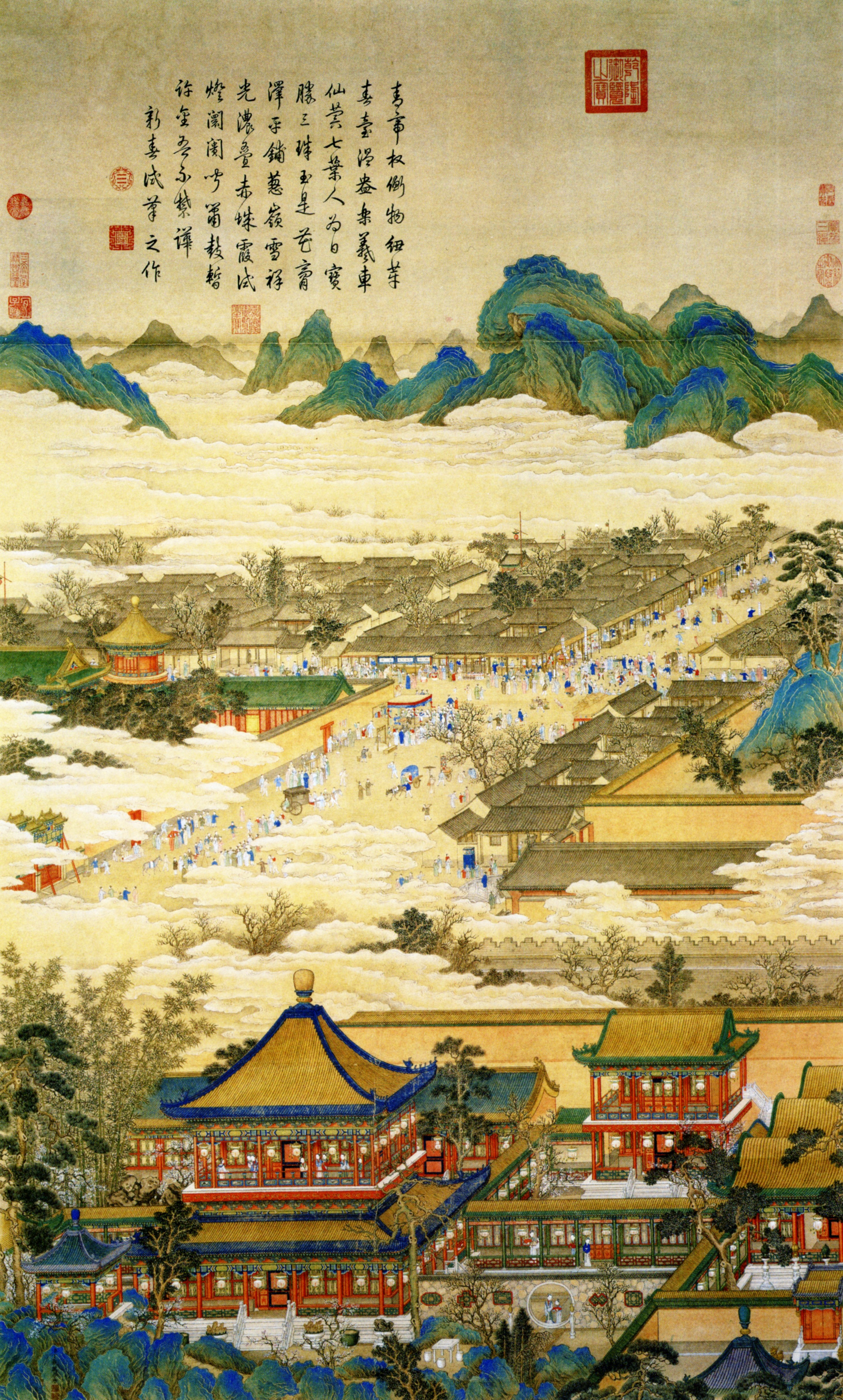
Дин Гуанпэн, Начало Нового года